# Aulacephalodon
Aulacephalodon is een geslacht van uitgestorven middelgrote dicynodonten, of niet-zoogdierachtige synapsiden, dat leefde tijdens het Perm, ongeveer 299-252 miljoen jaar geleden.
Individuen van Aulacephalodon worden vaak aangetroffen in de vroege Beaufortgroep van de Karoosupergroup van Zuid-Afrika en Zambia. Aulacephalodon, die tijdens het Laat-Perm tot dominantie kwam, was de dominante terrestrische gewervelde herbivoren totdat hij uitstierf tijdens het Trias. Tegenwoordig bestaan geen levende verwanten meer van Aulacephalodon. Er zijn twee soorten genoemd, de typesoort Aulacephalodon bainii en een tweede soort, Aulacephalodon peavoti. Er bestaat echter discussie onder paleontologen of Aulacephalodon peavoti een echt lid is van het geslacht Aulacephalodon. Daarom heeft een meerderheid van de informatie die bekend is over Aulacephalodon betrekking op vondsten van Aulacephalodon bainii.
De naam Aulacephalodon combineert de Griekse woorden aulak- (aulax), wat 'voor' of 'groeve' betekent, kephalè, wat 'hoofd' betekent, en odoon, wat tand betekent. Samen betekent Aulacephalodon 'voortand'. De soort Aulacephalodon bainii werd benoemd ter ere van Andrew Geddes Bain (1797-1864), een Schotse geoloog en wegenbouwkundige die wordt vermeld voor het ontdekken van de eerste dicynodontische schedel in Zuid-Afrika.
Aulacephalodon behoort tot de familie Geikiidae, een familie van dicynodonten die over het algemeen wordt gekenmerkt door hun korte, brede schedels en grote neusnokken. Twee autapomorfieën die worden gebruikt om Geikiidae te definiëren, zijn onder meer:
- het achterste deel van de jukbeenboog is verdikt en / of naar beneden gericht
- de labiale fossa is aanwezig.

Beide kenmerken worden gevonden bij Aulacephalodon en maken het mogelijk om suggesties te doen over mogelijk seksuele dimorfie bij Aulacephalodon bainii.
Onder de anomodonte therapsiden onderscheiden Aulacephalodon en Pelanomodon zich van hun verwante geslachten Oudenodon en Rhachiocephalus door de specialisatie van hun bijtmechanisme en de relatieve grootte van hun nasale en prefrontale inkepingen. Aulacephalodon en Pelanomodon beten met behulp van de transversale voorste uiteinden van de kaken, terwijl Oudenodon en Rhachiocephalus beten met behulp van de zijkanten van hun met hoorn bedekte kaken. Het verschil in kaakmorfologie tussen de twee groepen geslachten is een opmerkelijke tweedeling tussen deze verwante therapsiden. Aulacephalodon was uniek onder dicynodonten en zijn verwante therapsiden omdat leden van dit geslacht een van de weinige dicynodonten waren die slagtanden bezaten.

## Ontdekking en naamgeving

### Oorsprong vanAulacephalodon
Sinds de ontdekking van de eerste exemplaren bestaat er controverse over het aantal soorten dat tot het geslacht Aulacephalodon behoort. De meeste gevonden exemplaren waren fragmenten, waardoor een juiste diagnose voor veel van de exemplaren moeilijk was. Richard Owen (1844) beschreef leden van dit geslacht voor het eerst als Dicynodon bainii. Het holotype is BMNH 36238. In de daaropvolgende jaren werden nog vijf soorten van Dicynodon ontdekt die in feite materiaal van Aulacephalodon vertegenwoordigen. Harry Govier Seeley (1898) verdeelde Dicynodon in twee subgenera en creëerde het ondergeslacht Aulacephalodon, wat suggereert dat alle dicynodonten met een korte snuit en brede schedel in het ondergeslacht zouden moeten worden opgenomen. Twee extra dicynodonte soorten werden ontdekt door Broom in 1912 en 1913. Broom (1921) stelde ook een nieuw ondergeslacht van Dicynodon, Bainia, voor om leden van Dicynodon met slagtanden te beschrijven. Toen Broom in 1932 eindelijk Seeley's ondergeslacht Aulacephalodon erkende als een geldig geslacht, werd de spelling echter gewijzigd in Aulacocephalodon. De onjuiste naam Aulacocephalodon werd jarenlang gebruikt totdat Keyser (1969) op de juiste spelling wees. 
Ten minste zeventien soorten zijn beschreven (vaak door Broom) als leden van Aulacephalodon, waaronder Aulacocephalodon latissimus, Aulacocephalodon nodosus, Aulacocephalodon nesemanni, Aulacocephalodon luckhoffi, Aulacocephalodon hartzenbergi, Aulacocephalodon cadlei, Aulacocephalodon coatoni, Aulacocephalodon brodiei, Aulacocephalodon pricei en Aulacocephalodon vanderhorsti.
Het is echter onderkend dat veel van de kenmerken die worden gebruikt om onderscheid te maken tussen de verschillende soorten afhankelijk zijn van de grootte en zeer vatbaar voor vervorming. Dit heeft ertoe geleid dat Aulacephalodon bainii wordt erkend als de typesoort van het geslacht, waarbij de volgende zeventien soorten worden beschouwd als synonieme leden van de soort in verschillende groeistadia. A. rubidgei Broom, 1940, waarvan de soortaanduiding Dr. S.H. Rubidge eert, kan echter een geldige soort zijn met als holotype RC 24.

### Aulacephalodon bainiienAulacephalodon peavoti
Toen Aulacephalodon peavoti voor het eerst werd beschreven, werd de schedel van één exemplaar vergeleken met Aulacephalodon bainii om te bepalen of Aulacephalodon peavoti nauwkeurig kan worden omschreven als Aulacephalodon. Het meest duidelijke verschil tussen Aulacephalodon bainii en Aulacephalodon peavoti is dat exemplaren van Aulacephalodon peavoti geen slagtanden blijken te hebben, wat een opvallend kenmerk is van Aulacephalodon bainii en Aulacephalodon. Aulacephalodon peavoti blijkt ook een breder en meer rechtopstaand schouderblad te hebben in vergelijking met Aulacephalodon bainii, met een diepere fossa aan het proximale uiteinde van het schouderblad. Hoewel beide soorten enkele vergelijkbare postcraniale kenmerken delen, zijn er talloze verschillen in de vorm van verschillende gordel- en voorpootelementen die paleontologen ervan weerhouden Aulacephalodon peavoti definitief te erkennen als een lid van Aulacephalodon.

## Beschrijving

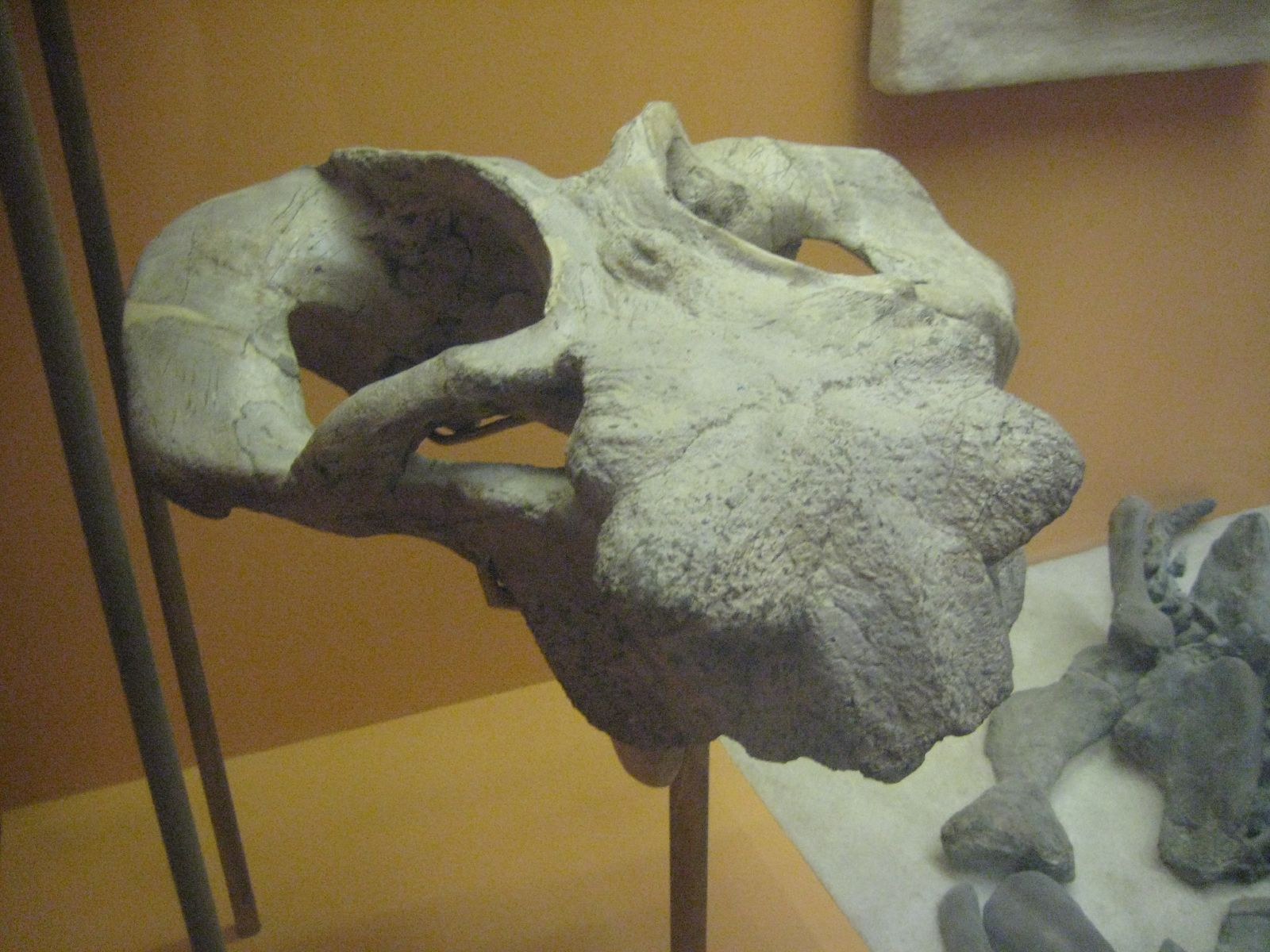
De neus heeft een enorme inham

Aulacephalodon wordt beschouwd als middelgroot in vergelijking met andere dicynodonten, uniek voor andere dicynodonte soorten vanwege de hoektanden die hij bezat. Fossilisatie heeft de neiging om alleen schedels en complete of gefragmenteerde botten van Aulacephalodon bainii te hebben bewaard, waardoor paleontologen de unieke kenmerken van de schedel moesten gebruiken bij het identificeren van exemplaren waarvan wordt aangenomen dat ze tot het geslacht behoren. Aulacephalodon had een korte, brede schedel met een geregistreerd bereik van 135 tot 410 millimeter. Vergelijking van jonge en volwassen individuen suggereert dat Aulacephalodon een positief allometrisch groeipatroon vertoonde voor de schedelkenmerken (die werden dus proportioneel meer uitgesproken) en een negatief allometrisch groeipatroon voor de slagtand en omvang van de oogkas (die werden dus relatief kleiner) naarmate de ontogenetische leeftijd toeneemt. Onevenredig grote ogen bij jonge exemplaren van een soort worden beschouwd als een kenmerk van hogere gewervelde dieren. 
De meest complete restauratie van Aulacephalodon is een skelet van Aulacephalodon peavoti uit het Field Museum of Natural History in Chicago.
Een reeks pootafdrukken werd gevonden in de Teekloof-formatie van de Beaufortgroep door C.S. MacRae (1990), vermoedelijk gemaakt door Aulacephalodon of de verwante Rhachiocephalus. Biostratigrafie plaatste de formatie die de sporen bevatte binnen de Cistecephalus Assemblage Zone. Er werden twee sets sporen gevonden, hoogstwaarschijnlijk van twee verschillende individuen, met een lengte van ongeveer 600 tot 650 millimeter. Het organisme dat de sporen maakte, was een grote, zwaar opgevulde, viervoetige homopood (met gelijkvormige handen en voeten) met een korte staart. De sporen hadden een breedte van tachtig centimeter, wat in combinatie met de korte paslengte suggereert dat Aulacephalodon, of Rhaciocephalus, een inefficiënte loper was met gespreide ledematen.

## Paleobiologie

### Eetpatroon
Schedels van Aulacephalodon laten zien dat de dwarse voorste punt van hun korte snuit wordt versterkt door de palatinale richels en richels op de snuit, wat resulteert in een bijtende actie die beperkt is tot de punt van hun kaken. De beperkte beweging van de kaak en de aanwezigheid van een hoornachtige snavelstructuur suggereert dat Aulacephalodon een herbivoor was. Gebaseerd op het dorre klimaat van de Cistecephalus-zone, wordt aangenomen dat Aulacephalodon zich heeft gevoed met de stengels van houtachtige planten die in de regio aanwezig zijn. De meest voorkomende planten in de regio, Schizoneura en Phyllotheca, zouden beschikbaar zijn geweest voor Aulacephalodon om zich mee te voeden. Tollmann et alii (1980) suggereert dat als een functie van hun ontogenetisch toenemende grootte, de breedte van hun bezette niche gedurende hun hele leven toenam, wat resulteerde in veranderingen in de grootte en het type voedsel dat Aulacephalodon verkreeg. Een soortgelijk fenomeen wordt waargenomen bij de moderne geslachten Alligator en Crocodylus.

### Seksuele dimorfie
Tollmann et alii (1980) suggereerden dat de neusuitsteeksels in de schedels van verzamelde Aulacephalodon-exemplaren het meest overtuigende bewijs leveren van seksuele dimorfie bij Aulacephalodon-fossielen. Morfologische studies hebben aangetoond dat de afmetingen van de neusinkepingen van verzamelde exemplaren kunnen worden onderverdeeld in drie verschillende groottebereiken, waarbij wordt aangenomen dat exemplaren met de grootste inkepingen volwassen mannetjes zijn. Vrouwelijke leden van Aulacephalodon bleken exemplaren te zijn met zwak ontwikkelde neusinkepingen. Specimina waarvan werd gedacht dat ze volwassen mannetjes vertegenwoordigden, hadden ook grotere schedels met een dikkere squamosa aan de rand van de jukbeenboog. Vrouwelijke exemplaren vertoonden geen verdikking in de jukbeenboog. De hoektanden lijken ook langer en verder uit elkaar te staan bij mannelijke exemplaren. Tollmann et alii suggereerden dat seksuele dimorfie bestond bij Aulacephalodon als een middel tot seksuele selectie en als een voortplantingsmechanisme. Belangrijke beperkingen van deze analyse zijn dat geen enkel exemplaar volledig mannelijke of vrouwelijke kenmerken vertoonde en dat veel van de onderzochte exemplaren konden worden gekenmerkt als onvolwassen juvenielen. Mogelijke verklaringen voor deze waarneming zijn dat niet-dimorfe kenmerken die aanwezig zijn in de schedel de seksueel dimorfe kenmerken effectief maskeren, of dat er geen seksuele dimorfe kenmerken aanwezig waren bij de fossielen vanwege een gebrek aan meetbare kenmerken.

## Paleo-ecologie
Aulacephalodon-exemplaren zijn gevonden in zowel de Madumabisa Mudstoneformatie van Zambia als de Cistecephalus-zonesedimenten van Zuid-Afrika. Hoewel geografisch verschillende vindplaatsen, blijken de exemplaren die op beide locaties zijn gevonden morfologisch niet van elkaar te verschillen. Aangenomen wordt dat het terrein van de Cistecephalus-zone een laagland is dat bestaat uit uitgestrekte overstromingsvlakten, met veel doorkruisende beekjes die het landschap doorkruisten. Het klimaat van de Beaufortgroep tijdens het Laat-Perm was semi-aride, met seizoensgebonden regenval. Hoewel het algehele klimaat van de Cistecephalus-zone niet gunstig was om een veelheid aan milieus te vormen, was deze zone het hoogtepunt van de genetische diversiteit van dicynodonten. Aulacephalodon bezette meer dan zesentachtig procent van de rijke vindplaatsen van de Cistecephalus-zone, wat suggereert dat de habitat gedurende deze tijd buitengewoon geschikt was voor Aulacephalodon. Recente biostratigrafie van de Beaufortgroep heeft de ondergrens van de Cistecephalus-verzamelzone gemarkeerd door de eerste verschijning van Aulacephalodon en de eerste verschijning van Cistecephalus. Deze meer specifieke grens is het resultaat van een verfijnde biozonatiekartering en nieuwe technologie die nauwkeurigere geografische informatiegegevens (GIS) mogelijk maakt.

### Mogelijke verklaring voor uitsterven
Sommige paleontologen suggereren dat het uitsterven van de tetrapoden in het eind-Perm, waaronder Aulacephalodon, mogelijk is veroorzaakt door verlaagde zuurstofconcentraties in de lucht, wat resulteert in hypoxie (zuurstoftekort) van zowel het milieu als het organisme. De toename in grootte van de interne neusgaten (choanae) en het secundaire verhemelte zou de ademhalingsefficiëntie van grote anomodontische therapsiden, zoals Aulacephalodon, verminderen. Vergelijking van therapsiden uit het Trias- en Laat-Perm toont een toename van de scheiding tussen de mond- en neusholten en grotere interne neusgaten bij therapsiden uit het Trias, wat een verhoogde efficiëntie van zuurstoftransport in een zuurstofarme omgeving aantoont. Een belangrijk voorbehoud bij deze verklaring voor uitsterven is dat hypoxie hoogstwaarschijnlijk slechts een van de vele samenstellende omgevingsfactoren is die hebben geleid tot het uitsterven van tetrapoden aan het eind van het Perm, dat zich kenmerkte door een extreem broeikaseffect.